# Bolsa de carga

Una bolsa de carga es un servicio en línea que permite a los transportistas de mercancía buscar cargas que están disponibles para transportar, usualmente para aprovechar los viajes de retorno o el espacio disponible en las unidades de transporte, con la consecuente optimización de las operaciones de transporte. Pone en contacto a transportistas, operadores de transporte y cargadores. La bolsa de carga cobra un precio bajo por el acceso a esta información.

## Funcionamiento
Estos sistemas proveen una plataforma que permite publicar y obtener información sobre cargas disponibles, ubicación de unidades de transporte y viajes de retorno, con la finalidad de que las empresas de transporte, agentes logísticos y empresas generadoras de carga puedan obtener beneficios comunicándose entre sí a fin de hacer negociaciones bajo el enfoque de ganar-ganar. Los transportistas ganan al aumentar su rentabilidad aprovechando viajes de retorno y los generadores de carga ganan ahorrando dinero al contratar servicios más económicos.
Los transportistas ofrecen sus vehículos para rutas concretas; los cargadores ofrecen carga a transportar en un trayecto. Los usuarios de la bolsa de carga pueden ser operadores de transporte, transportistas o cargadores; con frecuencia, son utilizadas por los intermediarios en la contratación del transporte. Los usuarios introducen los parámetros básicos de su búsqueda y reciben ofertas o demandas que coinciden con su solicitud.
La bolsa de carga pone en contacto a cargadores y transportistas, vela por la legalidad de los mismos y se asegura de que cumplen lo pactado y pagan el precio estipulado. Algunas bolsas de carga están especializadas; por ejemplo, en productos hortofrutícolas, congelados...

## Historia
La primera bolsa de carga fue fundada en Francia en 1985 con el nombre de Teleroute utilizando el sistema Minitel para sus comunicaciones. Se desarrollaron en la década de 1990. En la actualidad existen muchas alternativas en Europa, Estados Unidos y más recientemente en Latinoamérica que ofrecen servicios de «bolsa de carga». Actualmente la bolsa de carga más grande del mercado europeo es TimoCom con más de 450 000 ofertas diarias de cargas y camiones y más de 100 000 usuarios de toda Europa.[cita requerida]
En Sudamérica el pionero es DeTransporte desde 2009. Es la principal bolsa de Cargas de Argentina y países limítrofes. Es la Bolsa de Cargas con mayor cantidad de usuarios dada su confiabilidad y años de experiencia en el rubro.
Actualmente también opera CargaRápido, una bolsa de cargas europea, que también trabaja en Argentina, Chile, Paraguay, Uruguay, Brasil, Perú, Bolivia y Colombia. CargaRápido tiene la particularidad del sistema de coincidencias automático, es decir, al publicar la disponibilidad de un camión, la web avisa de las cargas que coinciden con el trayecto que pretende realizar.

## Un ejemplo práctico
Imagine que usted es transportista y tiene una orden para trasladar una mudanza desde Caracas a Barcelona, en Venezuela. Tiene un pequeño espacio disponible en la unidad asignada y no tiene carga para el viaje de retorno desde Barcelona a Caracas. Un mecanismo que podría ayudarle a mejorar su rentabilidad es buscar cargas en un servicio de bolsa de carga en línea. En este caso podría buscar una carga pequeña para el viaje de Caracas a Barcelona y una carga completa para el viaje de retorno. 